# David Dodge
David Francis Dodge (* 18. August 1910 in Berkeley, Kalifornien; † 1. August 1974 in San Miguel de Allende, Mexiko) war ein US-amerikanischer Autor, vor allem von Kriminalromanen und humorvollen Reiseberichten. Er ersann den Steuerexperten und Detektiv James „Whit“ Whitney und den Privatdetektiv Al Colby. Der Großteil seiner Werke wurde auch ins Deutsche übersetzt, vor allem während der 1950er-Jahre. Er ist heute vor allem durch die Romanvorlage des Alfred-Hitchcock-Films Über den Dächern von Nizza bekannt.

## Werke

### Romane
- Death and Taxes (1941; Whit Whitney; dt. Die blaue Limousine, 1969)
- Shear the Black Sheep (1943; Whit Whitney)
- Bullets for the Bridegroom (1944; Whit Whitney; dt. Whit wundert sich, 1955)
- It Ain't Hay (1946; Whit Whitney; dt. Tödlicher Rauch, 1959)
- The Long Escape (1948; Al Colby; dt. Das Grab auf der Hazienda, 1956)
- Plunder of the Sun (1949; Al Colby; dt. Der Schatz von Amarú, 1954)
- The Red Tassel (1950; Al Colby; dt. Die rote Quaste, 1955)
- To Catch a Thief (1952; dt. Le Chat sucht le chat, 1954 [ab 1960 unter dem Titel Über den Dächern von Nizza, aktuell unter ISBN 3-257-21865-6])
- The Lights of Skaro (1954; dt. Die Lichter von Skaro. Roman einer Flucht in die Freiheit, 1960)
- Angel's Ransom (1956; dt. Lösegeld für Anima, 1959)
- Loo Loo's Legacy (1960)
- Carambola (1961)
- Hooligan (1969)
- Troubleshooter (1971)

### Reiseberichte
- How Green Was My Father (1947; dt. So grün war mein Vater. Fröhliche Irrfahrt durch Mexiko, 1954 [1972 unter dem Titel Wozu die Eile? Fröhliche Irrfahrt durch Mexiko, ISBN 3-442-02582-6])
- How Lost Was My Weekend (1948; dt. Vater fliegt ins Blaue. Frohe Jahre in Guatemala und Honduras. Bericht, 1955 [1972 unter dem Titel Abstecher ins Paradies. Turbulente Reise durch Guatemala, ISBN 3-442-02969-4  ])
- The Crazy Glasspecker (1949; dt. Vater und sein Vogel. Zwei glückliche Jahre in Peru und den peruanischen Anden, 1956)
- 20,000 Leagues Behind the 8-Ball (1951; dt. Vater zickzackt durch die Welt. Mit Kind und Kegel den Amazonas hinab durch Brasilien, Argentinien und Chile zur Côte d'Azur, 1957)
- The Poor Man's Guide to Europe (1953)
- Time Out for Turkey (1955; dt. Vater ist nicht kleinzukriegen. Mit „Invictus“ von der Côte d'Azur quer durch Jugoslawien und Griechenland ... Ziel: Türkei, 1959)
- The Rich Man's Guide to the Riviera (1962)
- The Poor Man's Guide to the Orient (1965)
- Fly Down, Drive Mexico (1968)